# Alepidea thodei
Alepidea thodei är en flockblommig växtart som beskrevs av Dummer. Alepidea thodei ingår i släktet Alepidea och familjen flockblommiga växter. Inga underarter finns listade i Catalogue of Life.